# Жордания, Леван Пачуевич
Лева́н Пачуевич Жордания (род. 1935) — советский футболист, нападающий.
Воспитанник 35-й футбольной школы Тбилисиа. Играл за тбилисскую команду ГПИ (1954). В первенстве СССР выступал за команды «Локомотив»/«Торпедо» Кутаиси (1957—1959, 1961—1963), «Динамо» Тбилиси (1959—1961), «Локомотив» Тбилиси (1963—1964). В чемпионате СССР в 1960, 1962 годах сыграл 25 матчей, забил 8 голов. Полуфиналист Кубка СССР 1959/60.